# Trochodendraceae
Famille
Classification APG III (2009)
La famille des Trochodendraceae est une famille de plantes qui ne comprend qu’une ou deux espèces. Ce sont des arbres (-20m) à feuilles persistantes des régions tempérées à subtropicales, originaires du Japon et de Taïwan.

## Étymologie
Le nom vient du genre Trochodendron dérivé du grec τροχός / trochos, roue, et δένδρων / dendron, arbre, en référence à la disposition circulaire des étamines.

## Classification
La classification phylogénétique APG (1998) et la classification phylogénétique APG II (2003) situent cette famille à la base des "eudicots" regroupée ou optionnellement réunie avec la famille Tetracentraceae qui ne comporte qu'une espèce originaire de Chine: Tetracentron sinense.
Le Angiosperm Phylogeny Website place cette famille dans l'ordre Trochodendrales, choix qui a été confirmée par la classification phylogénétique APG III (2009).

## Liste des genres
La classification phylogénétique APG III (2009) inclut dans cette famille le genre Tetracentron, précédemment placés dans la famille Tetracentraceae.
Selon Angiosperm Phylogeny Website (21 mai 2010) et NCBI (27 avr. 2010) (Plus conforme à APGIII puisqu'il incorpore le genre Tetracentron anciennement dans Tetracentraceae) :
- Tetracentron (anciennement dans Tetracentraceae)
- Trochodendron

Selon DELTA Angio (27 avr. 2010) :
- Trochodendron

## Liste des espèces
Selon NCBI (27 avr. 2010) :
- genre Tetracentron
  - Tetracentron sinense
- genre Trochodendron
  - Trochodendron aralioides